# Charles Richard Ogden
Pour les articles homonymes, voir Ogden.
Charles Richard Ogden, né le 6 février 1791 à Québec et mort le 19 février 1866 à Edge Hill, est un avocat, un homme politique et un fonctionnaire du Bas-Canada.

## Biographie
Né à Québec, il est fils d'Isaac Ogden, loyaliste, juge de la Cour du banc du roi à Montréal, et de Sarah Hanson. Il est admis au Barreau en 1812. Il pratiqua sa profession d’avocat à Trois-Rivières et à Montréal. Un de ses frères, Peter Skene Ogden, est un explorateur et commerçant de fourrures qui travaillait pour la Compagnie du Nord-Ouest et la Compagnie de la Baie d'Hudson.
Charles Richard Ogden est élu une première fois à la chambre d'Assemblée comme député de Trois-Rivières en 1814. Il est réélu en 1816, en avril 1820 et en juillet 1820, mais il est défait à l'élection générale de 1824, alors qu'il est en Angleterre. Il est réélu en 1826, en 1827 et en 1830, puis il démissionne en 1833 à la suite de sa nomination en qualité de Procureur général du Bas-Canada, poste qu'il conserva jusqu'en 1842. À ce titre, il agit activement dans les procédures contre les «Patriotes» impliqués dans la rébellion de 1837-1838, à l’issue desquelles douze d'entre eux seront pendus. Il est élu à nouveau dans Trois-Rivières en 1841. Il ne se représente pas aux élections de 1844. Unioniste et tory, il est membre de la Clique du Château.
À partir de 1841, il habite en Angleterre d’où il revient en 1842 et en 1844. Admis au Barreau d'Angleterre, il est nommé Procureur général de l'île de Man en 1844 et greffier du Tribunal des successions de Liverpool en 1857. Il cumule ces fonctions jusqu’à sa mort en 1866.

### Archives
- Le fonds d'archives de Charles-Richard Ogden est conservé au centre d'archives de Québec de Bibliothèque et Archives nationales du Québec[1].